# Рационализм (философия)
Рационали́зм (от лат. rationalis «разумный») — метод, согласно которому основой познания и действия людей является разум. Поскольку интеллектуальный критерий истины принимался многими мыслителями, рационализм не является характерной чертой какой-либо определенной философии; кроме того, имеются различия во взглядах на место разума в познании от умеренных, когда интеллект признают главным средством постижения истины наряду с другими, до радикальных, если разумность считается единственным существенным критерием. В современной философии идеи рационализма развивал, например, Лео Штраус, который предлагает применять рациональный метод мышления не сам по себе, а вместе с извлечением знаний с помощью наводящих вопросов (майевтики). Среди других представителей философского рационализма можно назвать Бенедикта Спинозу, Готфрида Лейбница, Рене Декарта, Георга Гегеля и др. Обычно рационализм выступает в качестве противоположности как иррационализму, так и сенсуализму.

## История философского рационализма

### Сократ (ок. 469—399 до н. э.)
Многие философские направления, в том числе и рационализм, берут начало от философии древнегреческого мыслителя Сократа, который верил, что, прежде чем познавать мир, люди должны познать самих себя. Единственный путь к этому он видел в рациональном мышлении. Греки считали, что человек состоит из тела и души, а душу, в свою очередь, разделяли на иррациональную часть (эмоции и желания) и рациональную, которая только и составляет собственно человеческую личность. В повседневной реальности иррациональная душа входит в физическое тело, порождая в нем желания, и таким образом смешивается с ним, ограничивая восприятие мира через органы чувств. Рациональная душа остается за пределами сознания, но иногда вступает с ним в контакт через образы, сны и другими способами.
Задача философа — очистить иррациональную душу от связывающих её пут и соединить с рациональной, чтобы преодолеть духовный разлад и возвыситься над физическими обстоятельствами бытия. В этом заключается необходимость нравственного развития. Поэтому рационализм является не просто интеллектуальным методом, но и меняет как восприятие мира, так и природу человека. Рациональная личность видит мир через призму духовного развития и усматривает не только внешний вид, но и сущность вещей. Чтобы познать мир таким способом, следует вначале познать собственную душу.

### Рационализм и эмпиризм
Начиная с эпохи Просвещения, рационализм обычно ассоциируют с введением в философию математических методов Декартом, Лейбницем и Спинозой. Противопоставляя это течение британскому эмпиризму, его еще называют континентальным рационализмом.
В широком смысле рационализм и эмпиризм противопоставлять нельзя, поскольку каждый мыслитель может быть одновременно рационалистом и эмпириком. В предельно упрощенном понимании эмпирик выводит все идеи из опыта, постижимого либо пятью органами чувств, либо через внутренние ощущения боли или удовольствия. Некоторые рационалисты противопоставляют этому пониманию ту идею, что в мышлении существуют некоторые основные принципы, подобные аксиомам геометрии, и из них знание можно выводить чисто логически дедуктивным методом. К ним, в частности, относятся Лейбниц и Спиноза. Тем не менее, они признавали лишь принципиальную возможность такого способа познания, считая исключительное его применение практически невыполнимым. Как признавал сам Лейбниц в книге «Монадология», «в своих действиях мы все на три четверти эмпирики» (§ 28).

### Бенедикт Спиноза (1632—1677)
Философия рационализма в наиболее логичном и систематическом изложении была развита в XVII в. Спинозой. Он пытался ответить на главные вопросы нашей жизни, провозглашая при этом, что «Бог существует только в философском смысле». Его идеалами философа были Декарт, Эвклид и Томас Гоббс, а также еврейский теолог Маймонид. Даже выдающиеся мыслители считали «геометрический метод» Спинозы трудным для понимания. Гёте признавался, что «по большей части не мог понять, о чем Спиноза вообще пишет». Его Этика содержит неясные места и математические структуры из эвклидовой геометрии. Философией Спинозы интересовался Альберт Эйнштейн.

### Иммануил Кант (1724—1804)
Кант также начинал как традиционный рационалист, изучая труды Лейбница и Вольфа, но после знакомства с работами Юма начал развивать собственную философию, в которой попытался соединить рационализм и эмпиризм. Она получила название трансцендентальный идеализм. Споря с рационалистами, Кант заявлял, что чистый разум получает стимул к действию только тогда, когда доходит до предела своего понимания и пытается постичь то, что недоступно органам чувств, например, Бог, свобода воли или бессмертие души. Такие, недоступные для понимания через опыт, предметы он называл «вещь в себе» и считал, что они для разума по определению непостижимы. Эмпиристов же Кант критиковал за то, что они пренебрегают ролью разума в осознании полученного опыта. Поэтому Кант считал, что для познания необходимы как опыт, так и разум.